# Вімблдонський турнір 1889
Вімблдонський турнір 1889 — 13-й розіграш Вімблдону. Турнір тривав з 1 до 13 липня. Переможцем у чоловічому одиночному розряді усьоме став Вільям Реншоу. Це досягнення досі ніким не перевершене, а повторити його вдалося Піту Сампрасу у 2000 та Роджеру Федереру у 2012 роках. Брати Реншоу також усьоме виграли парний турнір.

## Дорослі

### Чоловіки, одиночний розряд
Вільям Реншоу переміг у фіналі  Ернеста Реншоу, 6–4, 6–1, 3–6, 6–0.

### Жінки, одиночний розряд
Бланш Бінґлі перемогла у фіналі  Ліну Райс, 4–6, 8–6, 6–4.

### Чоловіки, парний розряд
Вільям Реншоу /  Ернест Реншоу перемогли у фіналі пару  Ернест Льюїс /  Джордж Гільярд 6–4, 6–4, 3–6, 0–6, 6–1.